# Cabinet des Dépêches

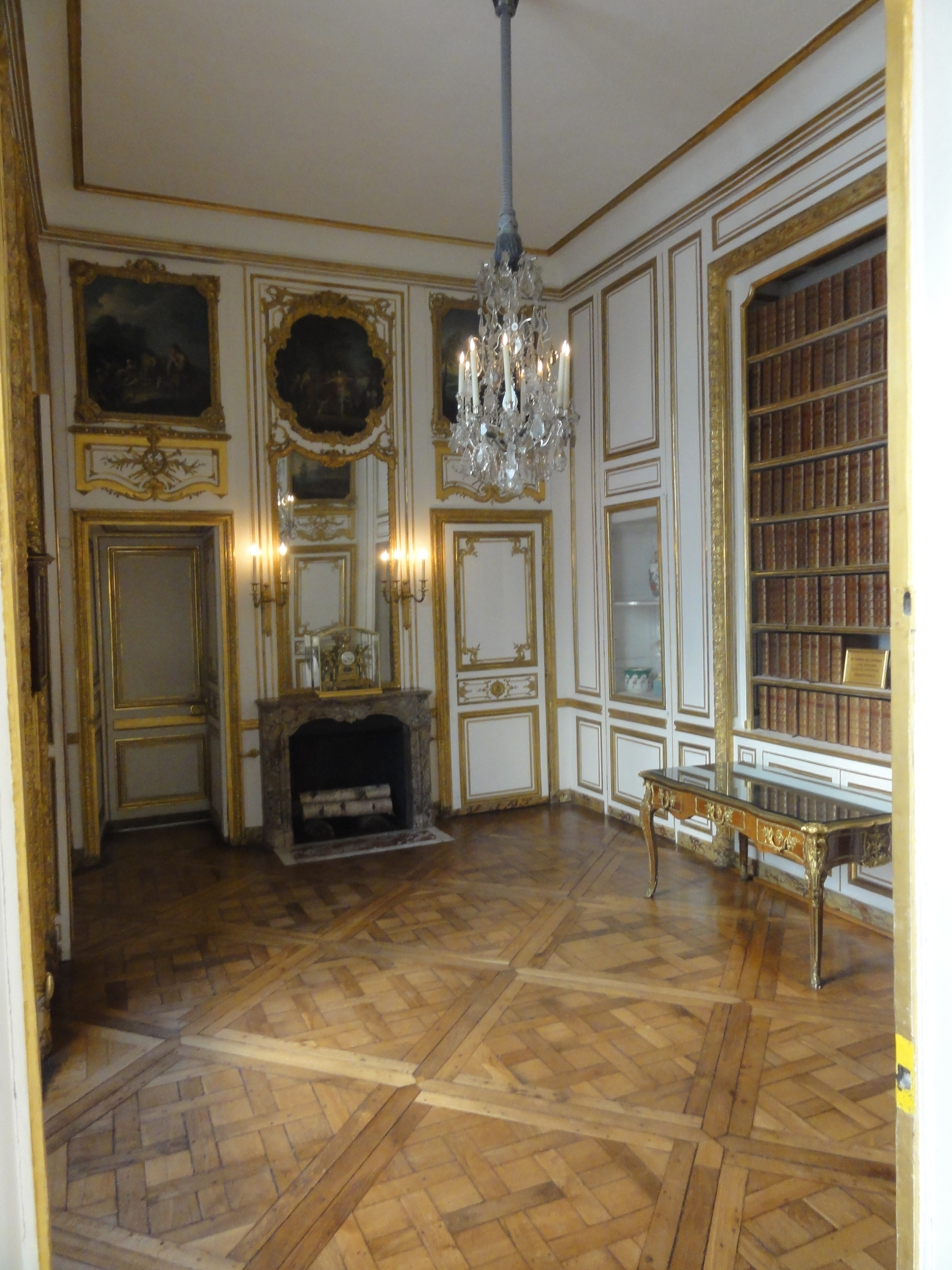
Vue du cabinet des Dépêches.

Le cabinet des Dépêches ou arrière cabinet  est une pièce du château de Versailles, en France. Partie du Petit appartement du Roi, situé en arrière du cabinet intérieur du Roi, elle servait de bureau pour l'ouverture des dépêches secrètes sous Louis XV et Louis XVI.

## Localisation et dimensions

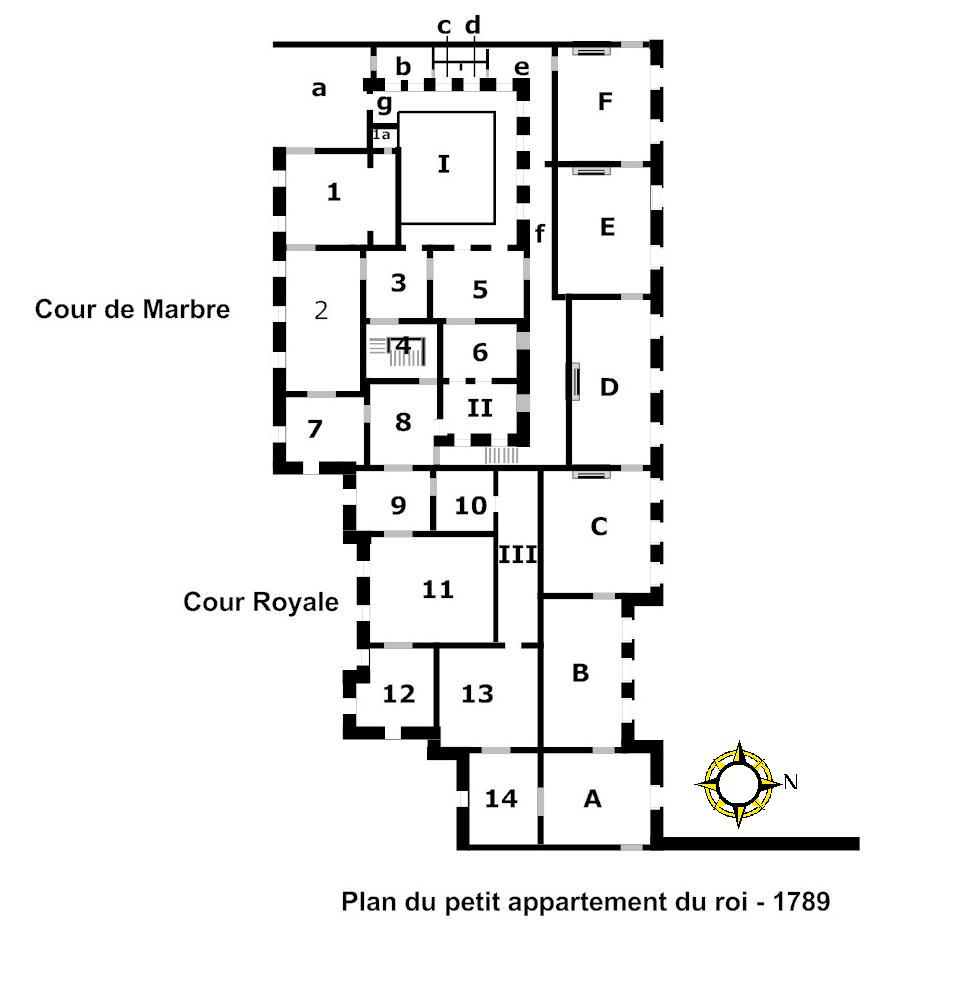
Plan du petit appartement du roi en 1789 ; le cabinet des Dépêches est indiqué en 8.

Le cabinet des Dépêches est situé dans le Petit appartement du Roi, au premier étage du bâtiment principal du château de Versailles.
Le salon communique à l'ouest avec le cabinet intérieur, au sud avec la pièce de la vaisselle d'or.
La pièce mesure 5,96 m de long pour 4,53 de large et a une hauteur de 3,93 m.

## Historique
La salle du cabinet des Dépêches est construite en 1760 à l'emplacement de l'ancien salon Ovale, aménagé par Louis XIV en 1692. Cette pièce était ornée de pilastres corinthiens et de quatre niches dans lesquelles se trouvaient des bronzes dont les Chenets de l'Algarde. Depuis ce salon, on pouvait accéder à la petite galerie et au cabinet des Coquilles qui abritait la collection des livres et manuscrits précieux du roi ainsi qu'une vingtaine de tableaux.
Louis XV fait supprimer cet ensemble. Le cabinet des Coquilles est remplacé par un escalier, le degré du Roi, et le salon Ovale est lui divisé en un arrière-cabinet et un « cabinet de chaise » (des toilettes). Dans cet arrière-cabinet, Il y ouvre les dépêches provenant de son réseau personnel d'espions et correspondants à l'étranger et leur rédige ses instructions. Cette diplomatie parallèle sera appelée le « secret du Roi ». La décoration de la pièce est utilitaire : une table, quelques chaises et un rayonnage d'étagères.
Louis XVI rebaptiste la salle « cabinet des Dépêches » et lui conserve sa fonction précédente
Il n'en changera pas ni la décoration ni les tableaux, mais fera supprimer les pans coupés. 

## Décorations

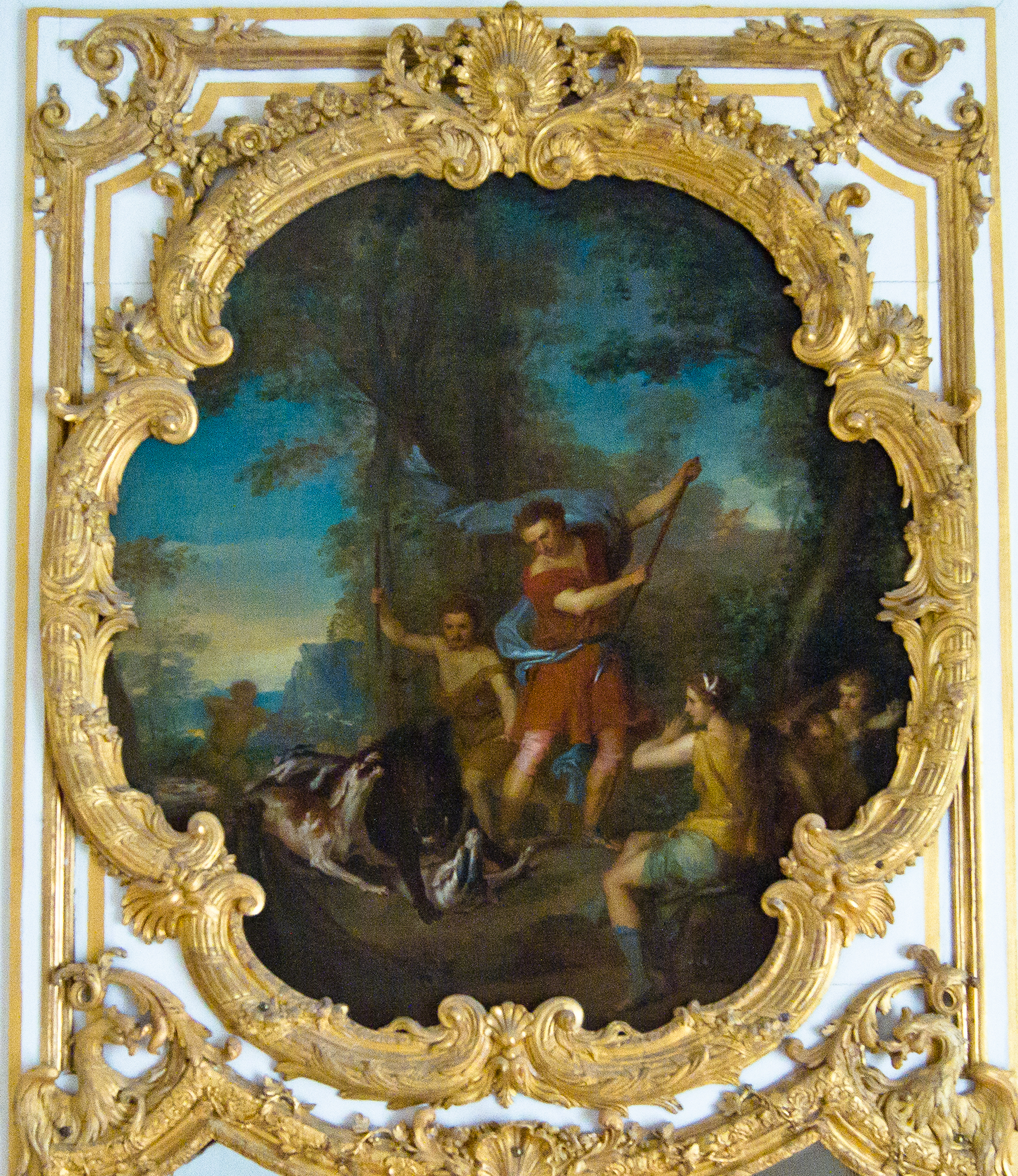
Tableau dans le cabinet des Dépêches.

- Murs couverts de boiserie sculptés et plancher parqueté
- 2 x 3 tableaux de Galloche et de Chavanne[1] en partie haute sur murs opposés
- Un présentoir à montres pour Louis XVI réalisé par Riesener[1]

Le cabinet a fait l'objet d'une rénovation complète en 1998 qui a duré 10 mois, mobilisé 8 corps de métier. Elle a couté 3 millions de francs, financée grâce au mécénat de Chronopost.